# Kensington és Chelsea kerület
Kensington és Chelsea királyi kerület egy királyi státusszal rendelkező (királyi védnökség alatt álló) belső-londoni városrész. A kerület London legkisebb és Anglia második legkisebb, ezen szinten lévő közigazgatási egysége, emellett az Egyesült Királyság egyik legsűrűbben lakott régiója. Rengeteg jómódú terület és városrész található itt, mint például Notting Hill, Kensington, Dél-Kensington, Chelsea és Knightsbridge.
A városrész közvetlenül Westminstertől nyugatra, Hammersmith és Fulham városrésztől pedig keletre található. Múzeumokkal, egyetemekkel, áruházakkal (Harrods, Peter Jones és Harvey Nichols) tarkított, emellett itt található még rengeteg nagykövetség, többek között a Belgravián, a Knightsbridge-en és a Kensington Gardensben. A városrész otthont ad a Notting Hill-i karneválnak, Európa legnagyobb karneváljának, itt találhatóak a világ legdrágább lakóingatlanai, valamint a Kensington-palota, egy brit királyi rezidencia.
A helyi önkormányzat a Kensington és Chelsea London Kerületi Közgyűlés. Mottója a 133. zsoltár bevezető szavaiból adaptálva a Quam bonum in unum habitare, ami annyit jelent, hogy „milyen jó egységben élni”.

## Története
A városrész a Kensington Királyi Kerület és a Chelsea városrész egyesülésével jött létre az 1963-as londoni törvény értelmében, amely 1965. április 1-jén 86 kerületet és városi körzetet 32 londoni kerületté szervezett át, a Nagy-londoni Közgyűlés létrehozatalával egy időben.
Az új városrész eredetileg csak a "Kensington" nevet viselte volna, de Chelsea lakosai ezreinek tiltakozása után az akkori lakásügyi és önkormányzati miniszter, Sir Keith Joseph 1964. január 2-án bejelentette, hogy az új városrész neve a következő lesz: Kensington és Chelsea Királyi Kerület.
200 év alatt a terület „vidéki idillből” a modern metropolisz virágzó részévé változott. Chelsea eredetileg "vidéknek" számított, ahova Thomas More a Beaufort-házat építette. 1535-ben innen vitték More-t a Towerbe, és még abban az évben lefejezték.
Kensington királyi kerületi státuszát 1901-ben adták meg, mivel ez volt a Kensington-palota otthona, ahol Viktória királynő 1819-ben született, és 1837-es koronázásáig élt. III. Vilmos király megbízásából Christopher Wren 1689-ben kibővítette és újjáépítette a Kensington-palota eredeti változatát királyhoz illő rezidenciává.
A 19. században a Szikh Birodalom utolsó császára, Dulep Szing maharadzsa, akit a második angol–szikh háború után gyermekként Angliába hoztak a Koh-i-noor gyémánttal együtt, a Holland Park 53. szám alatti házban élt.
A második világháború alatt a a kerület igen nagy károkat szenvedett; körülbelül 800 lakosa halt meg, 40 000-en pedig megsérültek a bombázások alatt. A megsemmisült vagy súlyosan megrongálódott épületek között volt a Chelsea Öregtemplom, a  Legszentebb Megváltónk temploma, St Mary Abbots, St Stephens Kórház, St Mary Abbots Kórház, Sloane Square metróállomás, a Királyi Kórház és a Holland-ház.

## Vallási megoszlása
A kerület többségében keresztény, azon belül pedig anglikán. 

### Templomok
- Brompton Oratórium – római katolikus
- Chelsea Old Church (All Saints) – anglikán
- Brompton Szentháromság – anglikán
- St Columba's Church, Pont Street – skót református
- St Luke's Church, Chelsea, Sydney Street – anglikán
- St Mary Abbots – anglikán
- Szent Zsófia-székesegyház – görög ortodox templom
- Kensington Temple – pünkösdista egyház

## Nagykövetségek, amik itt találhatóak
Nagykövetségek országok szerint:
- Örményország
- Belarusz
- Dánia
- Ecuador
- Észtország
- Gabon
- Görögország
- Guatemala
- Irak
- Izrael
- Jordánia
- Libanon
- Mongólia
- Marokkó
- Nepál
- Hollandia
- Paraguay
- Peru
- Fülöp-szigetek
- Románia
- Oroszország
- Szlovákia
- Thaiföld
- Ukrajna
- Üzbegisztán
- Venezuela
- Vietnám
- Jemen

## Népessége
A 2011-es népszámláláskor a kerület lakossága 158 649 fő volt, akiknek 71%-a fehér, 10%-a ázsiai, 5%-a kevert etnikumú, 4%-a néger és 3%-a fekete-karibi. A 32 londoni kerület közül ez a legkevésbé lakott. Nagyszámú francia lakossága miatt sokáig viselte a "Párizs 21. kerülete" gúnynevet. 
| Etnikum                                 | 2001     | 2001    | 2011     | 2011    |
| Etnikum                                 | Népesség | %       | Népesség | %       |
| --------------------------------------- | -------- | ------- | -------- | ------- |
| Brit                                    | 79 594   | 50,08%  | 62 271   | 39,25%  |
| Ír                                      | 5183     | 3,26%   | 3715     | 2,34%   |
| Egyéb fehér                             | 40 147   | 25.26%  | 45 912   | 28,94%  |
| Fehér összesen                          | 124 924  | 78,61%  | 112 017  | 70,53%  |
| Indiai                                  | 3226     | 2,03%   | 2577     | 1,62%   |
| Kínai                                   | 1203     | 0,76%   | 911      | 0,57%   |
| Bangladesi                              | 1148     | 0,72%   | 836      | 0,53%   |
| Kínai                                   | 2592     | 1,63%   | 3968     | 2,50%   |
| Egyéb ázsiai                            | 2160     | 1,36%   | 7569     | 4,77%   |
| Ázsiai összesen                         | 10 329   | 6,50%   | 15 861   | 10,00%  |
| Néger                                   | 6013     | 3,78%   | 5536     | 3,49%   |
| Karibi                                  | 4101     | 2,58%   | 3257     | 2,05%   |
| Egyéb néger                             | 967      | 0,61%   | 1540     | 0,97%   |
| Néger összesen                          | 11 081   | 6,97%   | 10 333   | 6,51%   |
| Fehér-karibi kevert                     | 1290     | 0,81%   | 1695     | 1,07%   |
| Fehér-néger kevert                      | 1057     | 0,67%   | 1148     | 0,72%   |
| Fehér-ázsiai kevert                     | 1863     | 1,17%   | 3021     | 1,90%   |
| Egyéb kevert                            | 2295     | 1,44%   | 3122     | 1,97%   |
| Kevert etnikumú összesen                | 6505     | 4,09%   | 8986     | 5,66%   |
| Egyéb: arabok                           |          |         | 6455     | 4,07%   |
| Egyéb: bármilyen kisebb etnikai csoport |          |         | 5116     | 3,23%   |
| Egyéb összesen                          | 6080     | 3,83%   | 11 452   | 7,30%   |
| Nem fehér összesen:                     | 33 995   | 21,39%  | 46 632   | 29,39%  |
| Összesen                                | 158 919  | 100,00% | 158 649  | 100,00% |

A kerület népessége a továbbiakban az alábbi módon alakult:
| Lakosok száma | 155 900 | 157 700 | 156 197 | 146 154 |
|               | 2012    | 2015    | 2018    | 2022    |

## Fordítás
Ez a szócikk részben vagy egészben  a   Royal Borough of Kensington and Chelsea című angol Wikipédia-szócikk ezen változatának fordításán alapul.  Az eredeti cikk szerkesztőit annak laptörténete sorolja fel. Ez a jelzés csupán a megfogalmazás eredetét és a szerzői jogokat jelzi, nem szolgál a cikkben szereplő információk forrásmegjelöléseként.